# Angelo Trevisani

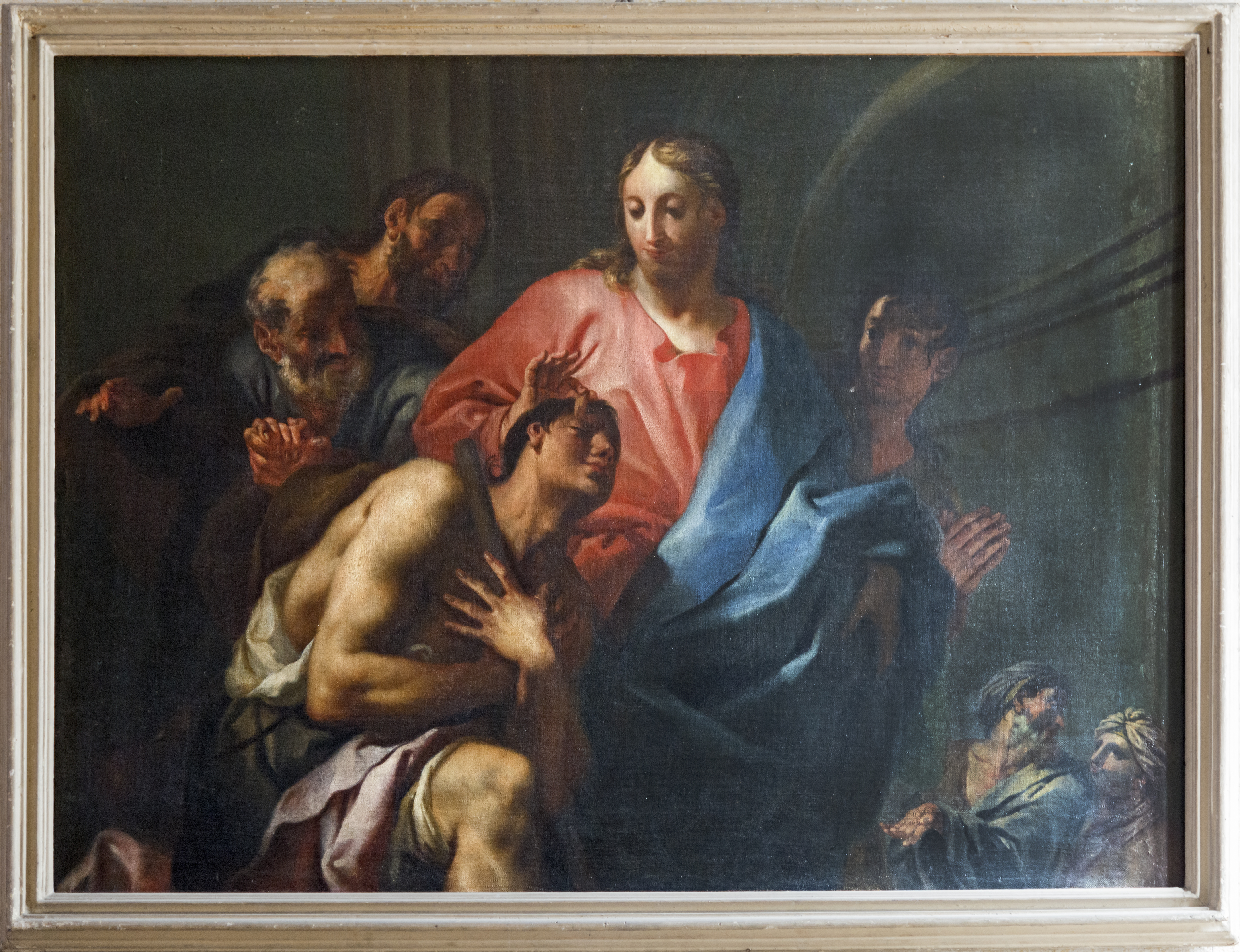
La curación del ciego de nacimiento Iglesia de San Francesco della Vigna

Angelo Trevisani o Angelo Barbieri (1669 – Venecia, 1753), fue un pintor barroco italiano.
Nacido posiblemente en Venecia, debió de formarse con Antonio Zanchi, de quien tomó el gusto por los fuertes contrastes de luz y sombra, aunque su pintura se mueve en la órbita clasicista de Antonio Balestra. Especializado en pintura religiosa, Antonio María Zanetti, quien lo valoraba por su mucho estudio del natural y su inteligencia del claroscuro, recogió una larga lista de obras suyas en iglesias venecianas, comenzando por un lienzo de Cristo liberando a un endemoniado, sobre una puerta de la iglesia de San Pantaleón, conservado en su lugar. Hacia 1721 pintó un Martirio de Santo Tomás para la iglesia de San Stae, para la que coetáneamente trabajaron Giovanni Battista Piazzetta, Giambattista Tiepolo y Giovanni Battista Pittoni, que ejercerán notable influencia en su pintura posterior, como se puede apreciar en la Visitación que pintó para la iglesia de San Zacarías, con la pincelada abreviada de Pittoni, o en La expulsión de los mercaderes del Templo, de hacia 1732, destinada a la iglesia de Santos Cosme y Damián y conservada actualmente en la parroquial de Somaglia. 